# スパーク・SRT05e
スパーク・SRT05eことスパーク・Gen2は、フォーミュラEによる2018‐19年度フォーミュラEシリーズのために設計された電動フォーミュラレースカーである。
スパーク・ルノー・SRT 01Eの後継車種として、スパーク・レーシング・テクノロジーズとダラーラが共同開発された。マクラーレン・アプライド・テクノロジーズ製のバッテリーとHaloが搭載され、フルディスタンスでのレースが可能になった最初のフォーミュラEカーとなった。

## 開発
2016年9月28日、マクラーレン・アプライド・テクノロジーズが第2世代マシンのバッテリーを独占的に供給する入札に落札したことが発表された。当初、入札では2シーズン分のバッテリー供給が求められていたが、その後、チームの開発コストを削減するため、バッテリー開発は第3世代マシンのみに開放されることが発表された。
2017年1月9日、スパーク・レーシング・テクノロジーが第2世代フォーミュラEカーのシャシー供給の入札に落札したことが発表された。2017年2月12日、第2世代マシンのコンセプトイメージが公開された。
2017年9月、フランス・ランスにあるエキュイエ・サーキットで初のシェイクダウン走行を行い、アントワーヌ・ユベールが担当した。シェイクダウンは新しいバッテリーの性能を評価するために行われ、Haloが未装着した状態で400km以上を走行した。
2017年10月、SRT05eはモンテブランコ・サーキットで3日間にわたって行われた最初の耐久テストを完了。Haloは装着されていなかったが、車体全体が装着されていた。また、アントワーヌ・ユベールとフレデリック・マコヴィッキィがステアリングを握り、3日間で4回のフルレースシミュレーションも実施された。
2017年12月1日、国際自動車連盟（FIA）とフォーミュラEホールディングはプレスリリースを通じて、ミシュランとの独占的パートナーシップを更新し、2021年-22年までチャンピオンシップのタイヤを供給すると発表した。
2018年1月30日、SRT05eはコンピュータで生成された画像とともにオンラインで公開された。発表日も3月6日のジュネーブ国際モーターショーに決定。
2018年3月6日、ジュネーブ国際モーターショーでFIA会長ジャン・トッドとフォーミュラEホールディングCEOアレハンドロ・アガグによって発表された。FIAが完全に考案しプロジェクトを主導したレースカーであることも明らかになり、FIAが設計から製造までコンセプトを組織した。
メーカーグループテストは、2018年3月28日から30日までスペインのモンテブランコ・サーキットで非公開で行われた。トラックは、フロントストレートとバックストレートに特別に挿入された2つの一時的なシケインを含むように改造され、ラップタイムは1分1秒前後になると推定された。テスト初日だけで、チームは2000kmの走行を達成した。

### Gen2 Evo
2019年1月18日に、前モデルのSRT-01eと同様に、SRT05eも予定されている3年目のシーズンである2020年-21年シーズンを前にアップデートが行われ、使用期間が2021年-22年シーズンまで延長された。
Gen2は接触に強く、ドライバー同士の接触が頻発していた。その結果ペナルティが多数出され裁量基準に議論が巻き起こったため、Gen2 EVOはより”接触に弱い“仕様に修正された。
2020年2月4日、「Gen2 EVO」と名付けられた新しいデザインを発表。新型コロナウイルス（COVID-19）の世界的流行の影響でGen2 EVOのデビューは2021-22シーズンに延期された。
2020年5月11日にGen2 EVOボディワークアップデートの導入が中止の可能性があると報じられた。Gen2 EVOボディワークアップデートのキャンセルは2020年8月19日に確認され、2022年-23年シーズンにGen3を導入する予定であり、ボディワークの更新を1シーズンだけ実行するのは経済的ではないと判断され、Gen2 EVOは廃止された。